# Caterham F1
Caterham F1 Team 2010. osnovan kao Lotus Racing, 2011. poznat kao i Team Lotus koji djeluje pod kompanijom 1Malaysia F1 Team (prevedeno: prva malezijska F1 momčad ili ekipa) je bila malezijska momčad Formule 1 koja se natjecala u Formuli 1 od 2010. i koja je htjela preuzesti nasljestvo Colina Champana slavne momčadi Lotus. Budući da pravih dodirnih točaka nisu imali sa slavnom britanskom ekipom iz prošlosti nikada nisu ni bili prihvaćeni kao pravi nasljednici pravog Lotusa. 2011. godine dobili su parnicu za daljnje korištenje slavnog imena jer je Lotus Grupa ušla kao sponzor u ekipu Renaulta te je time pokrenut sudski proces kojom je tvrtka, kako tvrde, samo Grupa Lotus ima pravo koristiti ime Lotus. Parnicu je na kraju ipak dobio malezijski Lotus.
U kolovozu 2011. dogovorili su se oko spora s Renaultom i Grupom Lotus koja je vlasnik slavne ekipe iz prošlosti i ipak popustili o nastavku korištenja imena. Vlasnik ekipe Tony Fernandes več je ranije kupio britanskog proizvođača sportskih automobila Caterham te je odlučio da će se tim od 2012. nazvati po toj marki. Krajem 2014. god. zapadaju u probleme s financijama te ne sudjeluju na dvije utrke pred kraj sezone. To je bila uverita na konačno povlačenje iz natjecanja i kraj za ekipu.

## Rezultati
| Godina                                     | Puni naziv momčadi | Šasija       | Motor                             | Gume | #  | Vozači              | Utrke               | Bodovi | Poredak |
| ------------------------------------------ | ------------------ | ------------ | --------------------------------- | ---- | -- | ------------------- | ------------------- | ------ | ------- |
| 2010.                                      | Lotus F1 Racing    | Lotus T127   | Cosworth CA2010 V8 2.4            | B    | 18 | Jarno Trulli        | 1, 3-19             | -      | 10.     |
| 2010.                                      | Lotus F1 Racing    | Lotus T127   | Cosworth CA2010 V8 2.4            | B    | 19 | Heikki Kovalainen   | 1-4, 6-19           | -      | 10.     |
| 2011.                                      | Team Lotus         | Lotus T128   | Renault RS27-2011 V8 2.4          | P    | 20 | Heikki Kovalainen   | Sve                 | -      | 10.     |
| 2011.                                      | Team Lotus         | Lotus T128   | Renault RS27-2011 V8 2.4          | P    | 21 | Jarno Trulli        | Sve                 | -      | 10.     |
| Od 2012. god. momčad mjenja ime u Caterham |                    |              |                                   |      |    |                     |                     |        |         |
| 2012.                                      | Caterham F1 Team   | Caterham CT1 | Renault RS27-2012 V8 2.4          | P    | 20 | Heikki Kovalainen   | Sve                 | -      | 10.     |
| 2012.                                      | Caterham F1 Team   | Caterham CT1 | Renault RS27-2012 V8 2.4          | P    | 21 | Vitalij Petrov      | 1-8, 10-20          | -      | 10.     |
| 2013.                                      | Caterham F1 Team   | Caterham CT3 | Renault RS27-2013 V8 2.4          | P    | 20 | Charles Pic         | Sve                 | -      | 11.     |
| 2013.                                      | Caterham F1 Team   | Caterham CT3 | Renault RS27-2013 V8 2.4          | P    | 21 | Giedo van der Garde | Sve                 | -      | 11.     |
| 2014.                                      | Caterham F1 Team   | Caterham CT5 | Renault Energy F1 2014 V6 t h 1.6 | P    | 9  | Marcus Ericsson     | 1-16                | -      | 11.     |
| 2014.                                      | Caterham F1 Team   | Caterham CT5 | Renault Energy F1 2014 V6 t h 1.6 | P    | 10 | Kamui Kobajaši      | 1-11, 13, 15-16, 19 | -      | 11.     |
| 2014.                                      | Caterham F1 Team   | Caterham CT5 | Renault Energy F1 2014 V6 t h 1.6 | P    | 45 | André Lotterer      | 12                  | -      | 11.     |
| 2014.                                      | Caterham F1 Team   | Caterham CT5 | Renault Energy F1 2014 V6 t h 1.6 | P    | 46 | Will Stevens        | 19                  | -      | 11.     |

## Vanjske poveznice
- statsf1.com